# Eleutherodactylus beguei
Espèce
Eleutherodactylus beguei est une espèce d'amphibiens de la famille des Eleutherodactylidae.

## Répartition
Cette espèce est endémique de la province de Guantánamo à Cuba. Elle se rencontre à Yateras.

## Description
Les 8 spécimens adultes mâles observés lors de la description originale mesurent entre 12,3 mm et 14,2 mm de longueur standard et le spécimen adulte femelle observé lors de la description originale mesure 15,2 mm de longueur standard.

## Étymologie
Cette espèce est nommée en l'honneur de Gerardo Begué Quiala.

## Publication originale
- Díaz & Hedges, 2015 : Another new cryptic frog related to Eleutherodactylus varleyi Dunn (Amphibia: Anura: Eleutherodactylidae), from eastern Cuba. Solenodon, Revista Cubana de Taxonomía Zoológica, vol. 12, p. 124–135 (texte intégral).